# Barbara Washburn
Barbara Washburn (10 novembre 1914 - 25 septembre 2014) est une alpiniste américaine. Elle est devenue la première femme à gravir le mont McKinley le 6 juin 1947.
Elle est l'épouse et partenaire d'escalade de l'alpiniste et scientifique Bradford Washburn.

## Biographie

### Jeunesse et débuts professionnels
Barbara Teel Polk naît à Boston le 10 novembre 1914 et grandit dans un quartier universitaire de classe moyenne à West Roxbury, dans la banlieue de Boston. Elle est la fille de Maybell Teel et d'Alyar W. Polk, éditeur du magazine Magazine of the Universalist Church. Éduquée dans une famille universaliste, elle passe plutôt ses étés à des rencontres religieuses plutôt qu'à des activités sportives, quoique sa mère aime jouer au tennis avec elle de façon très informelle,. Elle fréquente l'Académie latine pour filles de Boston (en) et est diplômée du Smith College en 1935,.
Elle doit d'abord travailler à la maison d'entraide Denison House (en), dans les quartiers pauvres de Boston, enseignant aux enfants à coudre et jouant avec eux au volleyball dans la rue. Elle réalise qu'elle ne souhaite pas travailler avec des enfants à cet instant de sa vie et prend des cours dans une école de secrétariat. Elle trouve un emploi temporaire au sein de la compagnie d'assurance Liberty Mutual Insurance Company, mais n'est pas non plus convaincue que ce soit sa voie.
Elle se tourne alors vers le monde académique, et obtient un poste dans un laboratoire de biologie de l'université Harvard. On lui propose ensuite le poste de secrétaire de Bradford Washburn, déjà reconnu comme un « célèbre explorateur et plus jeune directeur de musée », étant le directeur du New England Museum of Natural History (musée d'Histoire naturelle du New England, aujourd'hui le musée de la Science de Boston). Elle accepte de passer l'entretien à contre-cœur, n'appréciant pas le musée ni l'« alpiniste un peu fou » pour qui elle doit travailler, au point qu'elle demande à son petit-ami de l'attendre en double-file, estimant qu'il ne serait pas long. Elle en ressort tout autant démotivée mais a rendez-vous plusieurs semaines plus tard. Bradford se montre si insistant qu'elle finit par accepter et trouver le travail intéressant,,.
Washburn lui propose de l'accompagner lors divers vols en avion, qu'elle effectue pour la première fois, et une relation plus personnelle commence à se nouer, jusqu'à ce que Bradford Washburn la demande en mariage. D'abord fiancés en secret, lorsque les Washburn annoncent leurs fiançailles, Barbara démissionne de son poste au musée, estimant la relation personnelle inappropriée pour sa position professionnelle. Ils se marient deux mois après la demande, le 27 avril 1940, passent leur lune de miel dans le New Hampshire, puis l'été dans une expédition en Alaska. Barbara et Bradford Washburn ont trois enfants, Dorothy, Edward et Elizabeth.

### Alpinisme

#### Mont Bertha
Peu de temps après avoir épousé Bradford Washburn, Barbara Washburn est invitée à accompagner son mari et une équipe de six autres personnes lors d'une expédition pour tenter la première ascension du reculé mont Bertha, d'une altitude de 3 110 m, une montagne du chaînon Fairweather en Alaska, au début de l'été 1940. En tant que chef de l'expédition, Bradford Washburn envisage une expédition relativement décontractée. Outre Barbara Washburn, qui n'a alors aucune expérience de l'alpinisme, Lowell Thomas, Jr., 16 ans, rejoint le groupe à la demande de son père, Lowell Thomas. Selon le récit ultérieur de Bradford Washburn, « son père a pensé que si Barbara y allait, ce devait être facile ».

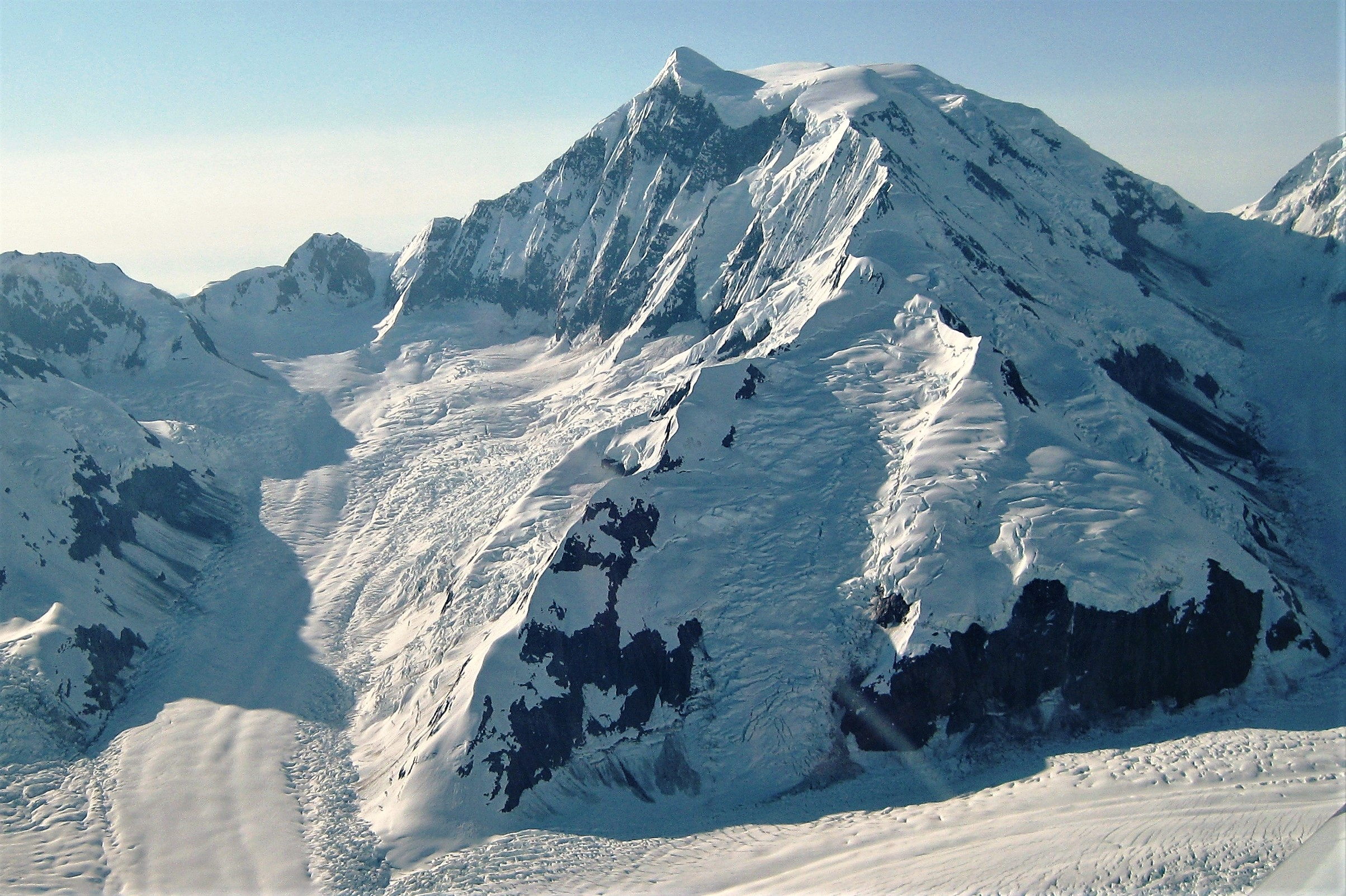
Le mont Bertha.

Barbara Washburn écrit qu'avant son mariage, elle n'a « aucune expérience en alpinisme ». Une fois en Alaska, l'équipe transporte de lourdes charges à travers une série de camps le long des flancs de la montagne. Elle se souvient de cette époque : « Je n’étais pas particulièrement emballée à l’idée d’être la première femme à entreprendre une expédition sérieuse en Alaska. J’étais plutôt consciente qu’en tant que seule femme, je devais absolument être à la hauteur,. » Lors de la première tentative au sommet, l'équipe grimpe trop lentement et a doit faire demi-tour à 518 m du sommet. En descendant, Bradford Washburn décide de descendre en rappel une crevasse ouverte pour gagner du temps. Selon Barbara Washburn, elle apprend à descendre en rappel sur le tas avec seulement de brèves instructions : « Maintenant, attachez la corde autour de votre taille... vous vous balancez simplement sur cette pente de glace, et cela s'appelle la descente en rappel. » Pour la deuxième tentative de sommet, trois membres de l'équipe, Lowell Thomas Jr., Alva Morrison et Lee Wilson, décident de rester au camp. Les cinq autres, Barbara et Bradford Washburn, avec Maynard Miller, Michl Feuersinger et Thomas Winship, atteignent le sommet le 30 juillet 1940. En août, alors qu'ils retournaient à Juneau, en Alaska, Barbara Washburn sent qu'elle ne se remet pas de l'épreuve aussi rapidement que les autres et demande l'avis d'un médecin : elle apprend qu'elle est enceinte de plusieurs mois,.

#### Mont Hayes
En 1941, craignant que les activités en temps de guerre n'empêchent de nouvelles opportunités d'expédition, Bradford Washburn pousse le couple à relever un nouveau défi. Le mont Hayes, dont le sommet s'élève à 4 216 m dans la chaîne Hayes (en) de l'Alaska, avait fait l'objet de deux tentatives précédentes au sommet, l'une atteignant 3 353 m mais son sommet n'avait pas encore été atteint. Bradford Washburn et Henry Hall organisent une expédition en juin 1941, qui tarde seulement deux semaines à partir pour le sommet. Avec un bébé de trois mois, Barbara Washburn est initialement réticente à partir en voyage, mais est finalement convaincue : les parents de Bradford Washburn s'occuperaient du bébé Dorothy « Dottie » Washburn en leur absence. Elle prévoit des vêtements d'homme, personne n'en fabriquant alors pour les femmes. Les Washburn réunissent une équipe expérimentée, comprenant Henry Hall, Benjamin Ferris, Sterling Hendricks, William Shand et Robin Montgomery, qui a accompagné le groupe pendant deux semaines en tant qu'observateur de l'armée américaine,.

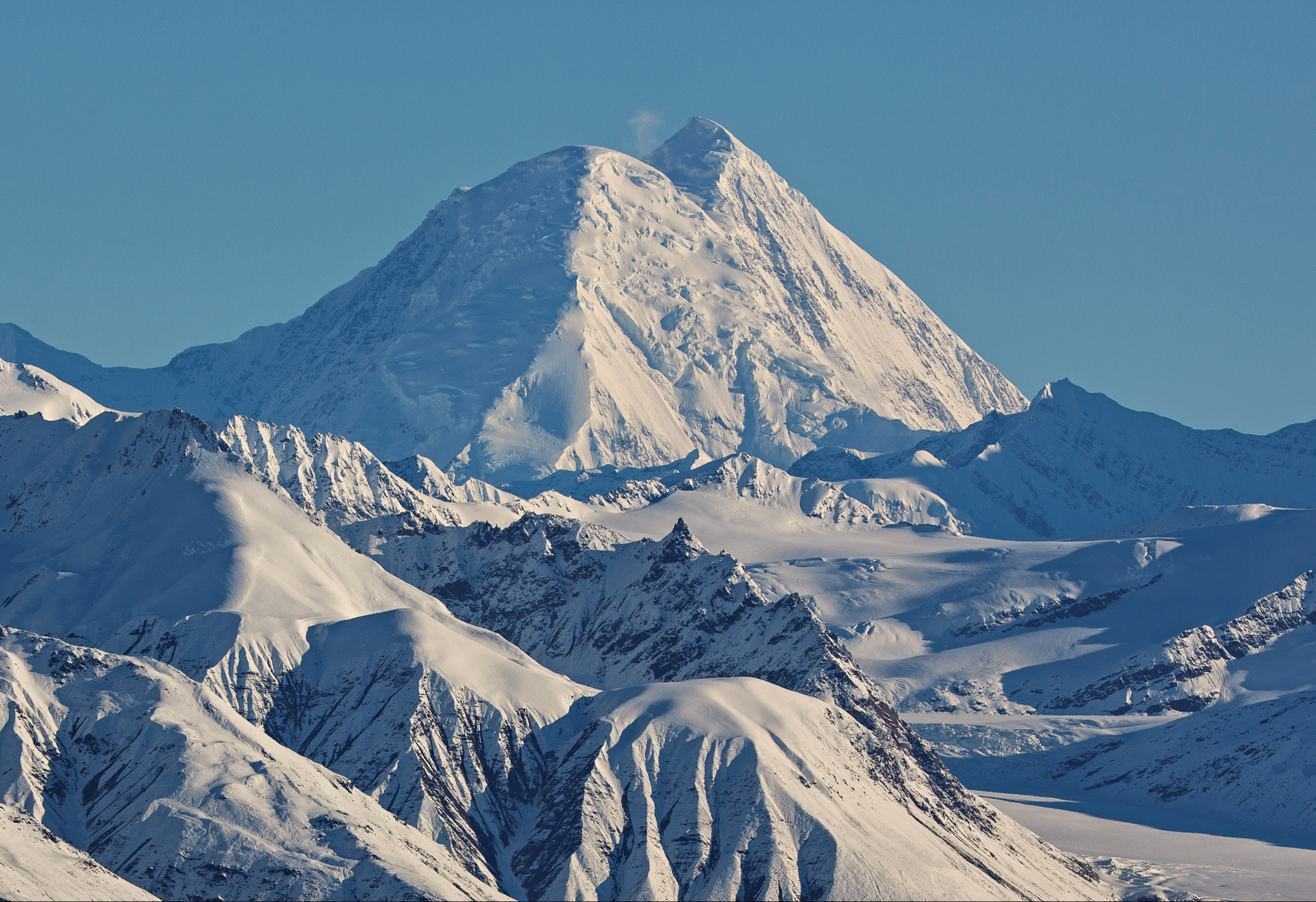
Le mont Hayes, vu depuis le sud.

L'emplacement éloigné du mont Hayes nécessite un plan d'approche complexe. Le groupe parvient transporter des fournitures vers un point d'atterrissage impromptu à environ 30,5 km au nord-est du mont Hayes, avec l'aide du pilote de brousse Johnny Lynn, malgré un terrain très difficile. D'autres fournitures sont larguées par voie aérienne à divers points plus près de la montagne, et toute l'équipe se réunit près du début du glacier Hayes à environ 1 400 m d'altitude le 17 juillet 1941. D'autres fournitures sont parachutées aux grimpeurs, qui établissent un camp de base à environ 1 500 m, avec suffisamment de fournitures pour durer 30 jours. Entre le 21 et le 24 juillet, l'équipe transporte des charges sur une proéminence de la montagne jusqu'à 2 530 m, avec quelques retards pour mauvais temps. Robin Montgomery quitte l'expédition, comme prévu, pour rejoindre un avion de brousse le 1er août, réduisant l'équipe à cinq participants.
Perchés dans un col au-dessus de 2 743 m, les grimpeurs établissent un camp avancé. Le 29 juillet 1941, ils effectuent une mission de reconnaissance vers le sommet, avec l'intention d'éventuellement terminer toute l'ascension. Le passage-clé apparaît comme une « crête en forme de couteau », selon Bradford Washburn, « une arête ténue de neige et de glace, mince comme du papier, enroulée dans une autre fente à 274 mètres ». Le mauvais temps s'installant, les grimpeurs décident de ne pas tenter les dernières sections. Le 1er août, l'équipe planifie une deuxième tentative. Henry Hall, bien qu'étant un grimpeur expérimenté, est à 46 ans le plus âgé de l'équipe. Epuisé dès la première tentative, il décide de rester au camp pour la seconde. Des conditions météorologiques plus stables, des cordes fixes et des marches de glace taillées lors de la montée précédente accélèrent leur chemin vers les derniers tronçons.
Au passage-clé, Barbara Washburn est choisie pour diriger la crête en forme de couteau, avec la justification qu'en tant que grimpeuse la plus légère, elle serait plus facile pour les autres à remonter si la crête venait à céder,,. Elle reconnaît par la suite qu'elle « [faisait] mine d’être sereine et confiante mais [qu'elle tremblait] de peur en avançant ». Un alpiniste d'une expédition ultérieure au mont Hayes décrira cette section comme « si étroite et la neige si douce que vous ne pouviez pas mettre vos pieds côte à côte ». Le biographe de Bradford Washburn, David Roberts, remet en question le choix de Barbara Washburn, écrivant que « les emplacements cruciaux sur une montagne telle que Hayes auraient dû être dirigés par le meilleur grimpeur, qui dans ce cas était Brad. Il ne pesait qu'une trentaine de livres de plus que sa femme. [...] Si Barbara avait glissé de la crête, ou cassé une corniche ou même un morceau de la crête, elle aurait fait une longue et horrible chute de pendule dans le précipice abrupt du côté est ou ouest. Même tenue à l'assurage, elle aurait pu se blesser gravement et il n'aurait pas été facile de la faire remonter jusqu'à l'arête. » Dans la nécrologie de Barbara Washburn, l’American Alpine Journal a désigné cette section de l'ascension comme son plus grand exploit d'alpinisme, notant que « ce qui était probablement la partie d'escalade technique la plus difficile que Brad ait jamais réalisée au cours de sa longue carrière en Alaska était une traversée de crête dirigée par sa femme ». La crête ne cède pas et les alpinistes atteignent le sommet ce même après-midi, devenant les premiers alpinistes à accomplir cet exploit.

#### Mont McKinley
Barbara Washburn est invitée à retourner en Alaska pour participer à l'Opération White Tower, une tentative d'ascension du mont McKinley en 1947. L'expédition est financée par RKO Pictures, qui prévoit d'utiliser la publicité de l'ascension pour attirer l'intérêt du public vers un prochain film se déroulant dans les Alpes, The White Tower. À l'origine, les dirigeants du studio veulent soutenir un voyage au mont Everest, mais sont convaincus par Bradford Washburn que cela est géopolitiquement irréalisable au lendemain de la Seconde Guerre mondiale. Désormais mère de trois enfants, Barbara Washburn hésite d'abord à se joindre à l'ascension, mais accepte finalement après avoir consulté le médecin de famille, qui lui assure qu'une longue absence ne nuirait pas aux enfants — une décision très difficile à prendre, admet-elle plus tard,.

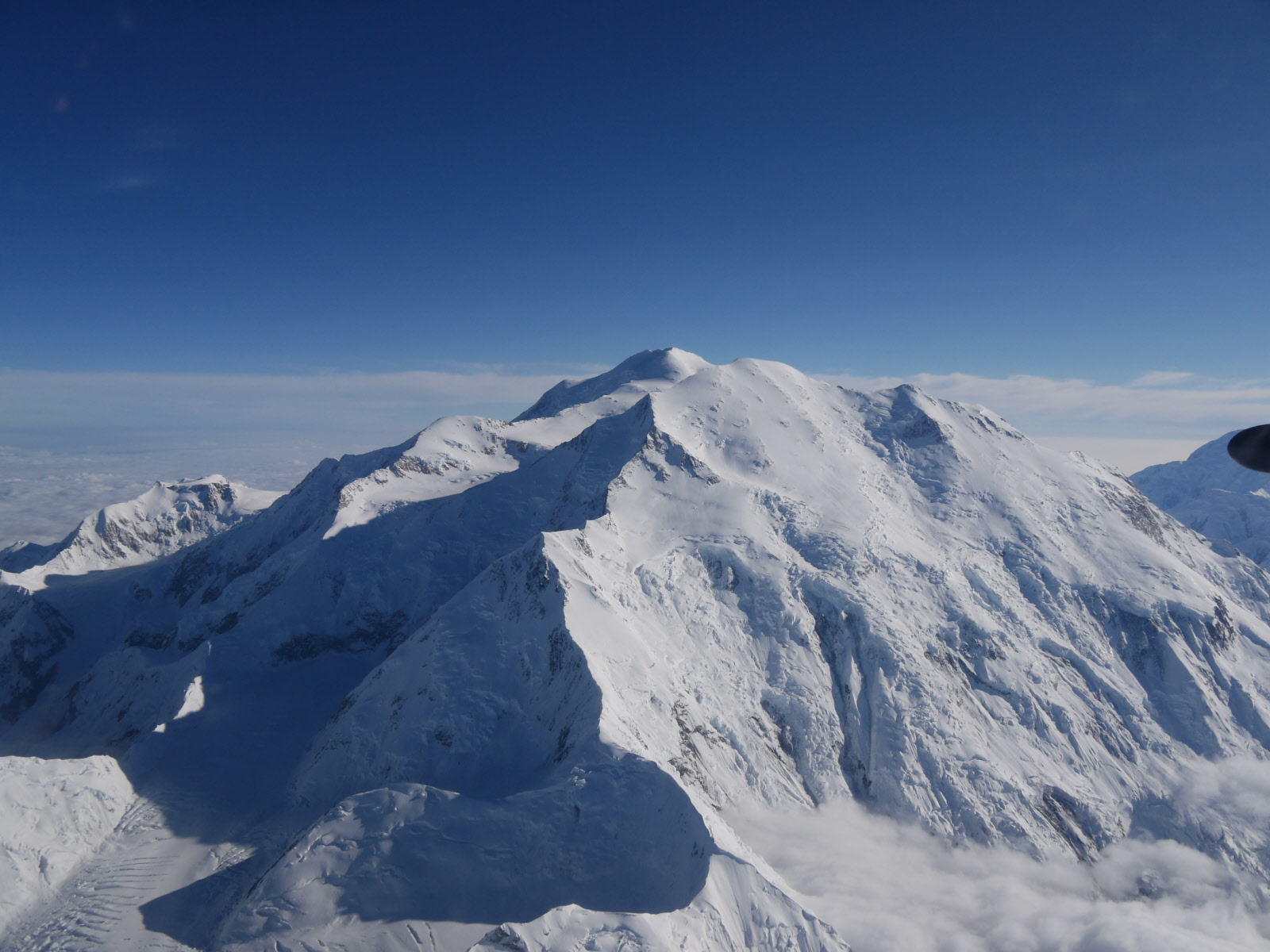
Le mont McKinley vu depuis le nord-est.

La première ascension du pic sud (le plus élevé) a eu lieu en 1913. Le mont McKinley est à environ 209 km au sud-sud-ouest de Fairbanks (Alaska), à 6 190 m d'altitude, avec la partie supérieure recouverte en permanence de neige et de glaciers. L'Opération White Tower réunit des intérêts complexes. Le Boston Museum (en) soutient des efforts scientifiques, d'arpentage et photographiques pendant l'ascension. L'US Air Force, intéressée par la recherche sur les rayons cosmiques et le camping en haute altitude, aide à la logistique, tandis que l'Alaska Communications System (en) (système de communication de l'Alaska) dote l'équipe d'un soutien radio. Le National Park Service autorise l'utilisation d'un poste de garde forestier, tandis que le garde forestier en chef Grant Pearson accompagne l'expédition. Quatre représentants de RKO participent également à l'expédition pour capturer des photographies, des films et des récits écrits de l'ascension.
Finalement, 17 personnes prennent part à l'expédition proprement dite : Carl Anderson, George Brown, Hakon Christensen, Robert Craig, William Deeke, Sgt. James Gale, William Hackett (en), Robert Lange, Earl Norris, Grant Pearson, Leonard Shannon, Harvey Solberg, William Sterling, HT Victoreen, Bradford Washburn, George Wellstead et Barbara Washburn, cette dernière étant la seule femme dans la montée. Barbara Washburn, Hackett et Lange sont les premiers à atteindre le sommet, le 6 juin 1947, suivis de Deeke, Craig, Gale, Browne et Bradford Washburn.
Barbara Washburn atteint la première le sommet du mont McKinley, devenant la première femme à gravir le point culminant de l'Amérique du Nord,. Elle ne réalise l'être devenue qu'après leur ascension.

### Cartographie
Barbara Washburn ayant reçu une formation de cartographe, les Washburn travaillent souvent en tandem, dans les domaines de l'alpinisme, de l'exploration, de la cartographie et de l'administration de musée. Elle accompagne généralement son mari lors de ses expéditions et contribue à ses travaux au musée de la Science de Boston.
Ils utilisent dès 1970 la photographie aérienne, des instruments de mesure laser, ainsi qu'un odomètre monté sur une roue pour réaliser une carte à grande échelle du Grand Canyon, publiée en tant que supplément du magazine National Geographic en juillet 1978, après plus de 700 voyages en hélicoptère. Pour cette réalisation et d'autres, les Washburn reçoivent en 1980 la médaille Alexander Graham Bell de la National Geographic Society,.
Barbara et Bradford Washburin cartographient également les montagnes Blanches des Appalaches et le mont McKinley,. Le couple est missionné pour réaliser la carte du mont Everest en 1984, mais prise d'une forte fièvre, Barbara est évacuée vers Boston, où elle reçoit un traitement contre une maladie rare du sang. Elle n'abandonne pas le projet, et le magazine National Geographic publie en 1988 une carte de près de 1 000 km2 de la région.
En 1981, les Washburn produisent la carte la plus détaillée et la plus précise jamais réalisée du mont Everest.[réf. nécessaire]

### Reconnaissance, autres activités et dernières années
Les mémoires de Washburn, The Accidental Adventurer: Memoir of the First Woman to Climb Mt. McKinley, sont écrites par Barbara Washburn, Lew Freedman et Bradford Washburn et publiées par Epicentre Press en mai 2001.
En 1988, Barbara et Bradford Washburn font partie des quinze explorateurs — parmi lesquels Edmund Hillary, Jacques-Yves Cousteau, Mary et Richard Leakey — à recevoir le prix du Centenaire de National Geographic.
En dehors de ses activités d'étude et d'exploration, Barbara Wahsburn s'occupait d'enfants ayant des troubles d’apprentissage à Cambridge, aux États-Unis.
Barbara Washburn meurt le 25 septembre 2014 à son domicile de Lexington, dans le Massachusetts, six semaines avant de devenir centenaire et sept ans après son mari,.

### Documents d'archives
- Barbara Washburn, interview par Dave Krupa, Denali Mountaineering, Digital Branch of the University of Alaska Fairbanks Oral History Program, Project Jukebox, de l'université d'Alaska, 20 août 2000 (consulté le 8 août 2023).